# Дьюї (округ Раск, Вісконсин)
Дьюї (англ. Dewey) — місто (англ. town) в США, в окрузі Раск штату Вісконсин. Населення — 542 особи (2020).

## Демографія
Згідно з переписом 2010 року, у місті мешкало 545 осіб у 225 домогосподарствах у складі 163 родин. Було 427 помешкань
Расовий склад населення:
| - 99,1 % — білих - 0,2 % — чорних або афроамериканців - 0,2 % — азіатів |

До двох чи більше рас належало 0,4 %. Частка іспаномовних становила 2,0 % від усіх жителів.
За віковим діапазоном населення розподілялося таким чином: 20,4 % — особи молодші 18 років, 58,5 % — особи у віці 18—64 років, 21,1 % — особи у віці 65 років та старші. Медіана віку мешканця становила 49,0 року. На 100 осіб жіночої статі у місті припадало 108,0 чоловіків;  на 100 жінок у віці від 18 років та старших — 109,7 чоловіків також старших 18 років.
Середній дохід на одне домашнє господарство  становив 64 175 доларів США (медіана — 53 750), а середній дохід на одну сім'ю — 75 206 доларів (медіана — 59 500). Медіана доходів становила 48 000 доларів для чоловіків та 28 594 долари для жінок. За межею бідності перебувало 13,0 % осіб, у тому числі 23,4 % дітей у віці до 18 років та 10,4 % осіб у віці 65 років та старших.
Цивільне працевлаштоване населення становило 240 осіб. Основні галузі зайнятості: виробництво — 25,4 %, освіта, охорона здоров'я та соціальна допомога — 22,1 %, сільське господарство, лісництво, риболовля — 8,8 %, публічна адміністрація — 6,3 %.